# Bahía Honda (municipio)
Bahía Honda es un pueblo y municipio perteneciente a la actual Provincia de Artemisa. Hasta fines de 2010 perteneció a la Provincia Pinar del Río. Está ubicada en la costa norte de Cuba, a unos 80 km al oeste de La Habana. Su nombre se debe a la bahía homónima que protege un puerto industrial.

## Geografía
En el municipio se encuentra el punto más elevado de la provincia, el "Pan de Guajaibón", con 699 m de altura. Esta se ubica frente al Estrecho de la Florida, al oeste con la provincia de Pinar del Río y al este 81 km de La Habana. Es única y oriunda del territorio (alrededores del Pan de Guajaibón) la Palma Petate , que se encuentra en peligro de extinción.

## Historia
Fue cuna del escritor Cirilo Villaverde, en el antiguo Ingenio Santiago, cerca del pueblo de San Diego de Núñez.
Bahía Honda fue una de las bases navales arrendadas a los Estados Unidos de América, en virtud de la Enmienda Platt, pero al cabo de algunos años, en 1912, fue abandonada para ampliar la base en la Bahía de Guantánamo.Además en este municipio se efectuó la Batalla de Cacarajícara y otras más en la zonas, esta fuė una de la batallas más importante de la Campaña de Occidente

## Demografía
Según cálculos de la Oficina Nacional de Estadísticas de Cuba, la población para 2017 ascendía a 43.351 habitantes. La superficie total era de 784 km² y la densidad de población era de 57,9 hab/km².
El municipio incluye los poblados de Orozco (antiguo Central Pablo de la Torriente Brau), San Diego de Núñez, Central Harlem, Quiñones, Blanca Arena y Las Pozas.

## Economía
Fundamentalmente agrícola. Con la desactivación de uno de los dos centrales azucareros existentes (Pablo de la Torriente Brau) se cultivan en la actualidad cultivos menores y se desarrolla la ganadería y la explotación forestal en la ladera norte de la Sierra del Rosario. En el municipio es practicada la pesca de plataforma y en la bahía. Posee la playas de San Pedro y La Altura, como atracción turística. También en Bahía Honda funciona un gran desguace de buques, uno de los pocos de América Latina.